# Bożena Harasimowicz
Bożena Anna Harasimowicz (ur. 1 lutego 1965 w Gdyni) – polska śpiewaczka klasyczna (sopran).

## Wstęp
Nauczyciel śpiewu solowego, profesor Akademii Muzycznej im. S. Moniuszki w Gdańsku na Wydziale Wokalno-Aktorskim. Najbardziej znana z wykonawstwa dzieł muzyki oratoryjno-kantatowej. Wykonuje obszerny repertuar od baroku do współczesności (ponad 150 dzieł, głównie: J.S. Bacha, W.A. Mozarta, G.F. Haendla, A. Vivaldiego, L. van Beethovena, A. Dvořaka, G. Verdiego, K. Szymanowskiego, K. Pendereckiego, J. Łuciuka, E. Knapika). W latach 1997–2008 wykonała podczas koncertów oraz nagrała większość dzieł wokalno-instrumentalnych Krzysztofa Pendereckiego dla firm fonograficznych. Solistka Teatru Wielkiego Opery Narodowej i Opery Bałtyckiej w Gdańsku. Prowadzi własną agencję artystyczną Impressio Art Management. Jest pomysłodawczynią i organizatorką Letniej Akademii Śpiewu w Sopocie.

## Życiorys
Studia wokalne ukończyła z wyróżnieniem w gdańskiej Akademii Muzycznej (1989) w klasie śpiewu prof. Zofii Janukowicz-Pobłockiej. Na jej repertuar składają się przede wszystkim wielkie dzieła wokalno-instrumentalne, w sumie około 150 partii oratoryjnych, symfonicznych i operowych.
Występowała w kraju i za granicą z następującymi dyrygentami: Kazimierz Kord, Antoni Wit, Jerzy Semkow, Krzysztof Penderecki, Gabriel Chmura, Jacek Kaspszyk, Tadeusz Wojciechowski, Mirosław Jacek Błaszczyk, Łukasz Borowicz, Helmuth Rilling, Rolf Beck, Gilbert Levine, Urož Lajovic, Daniel Raiskin, śpiewając na takich scenach, jak: Filharmonia Narodowa w Warszawie, Narodowa Orkiestra Symfoniczna Polskiego Radia w Katowicach, Filharmonia Krakowska, Łódzka, Śląska, Poznańska, Wrocławska, Bałtycka, Szczecińska, Berlińska, Monachijska, Gewandhaus w Lipsku, Orkiestra Symfoniczna Radia NDR w Hamburgu, Orkiestra Radiowa w Bratysławie, Filharmonia w Belgradzie, Hunter College w Nowym Jorku, Estonia Concert Hall w Tallinnie, Musikverein w Wiedniu, Teatro Real w Madrycie, Chicagowska Orkiestra Symfoniczna, Palau de la Musica Valencia.
Współpracuje z Teatrem Wielkim Operą Narodową w Warszawie i Operą Bałtycką w Gdańsku, jako solistka. Najważniejsze przedstawienia to: G. Verdi – Don Carlos (2000) – Głos z nieba w reż. Warlikowskiego, W.A. Mozart – Don Giovanni (2002–2008) – Donna Elvira – w reżyserii Mariusza Trelińskiego, G. Puccini – La Rondine (2003/04) – Magda – w reżyserii Marty Domingo oraz W.A. Mozart – Czarodziejski flet (2006) – I Dama w reż. Achima Freyera. W sezonie 2008/2009 brała udział w wykonaniu opery Don Giovanni W.A. Mozarta w reż. Marka Weiss-Grzesińskiego pod muzycznym kierownictwem José Maria Florêncio Juniora, a w sezonie 2011/12 w Eugeniuszu Onieginie Piotra Czajkowskiego. We wrześniu 2011 roku uczestniczyła w prawykonaniu Te Deum Leszka Możdżera napisanego na otwarcie Centrum Św. Jana w Gdańsku na zlecenie Nadbałtyckiego Centrum Kultury. Oprócz działalności koncertowo-operowej od roku 1989 artystka stale zajmuje się pedagogiką wokalną. W roku 2005 została mianowana na stanowisko profesora nadzwyczajnego Akademii Muzycznej w Gdańsku. Prowadzi kursy mistrzowskie dla studentów wokalistyki: Tallinn (Estonia), Festiwal Bachowski w Świdnicy, Letnia Akademia Śpiewu w Sopocie.
Była jurorem międzynarodowych konkursów wokalnych, m.in:
- XIII Międzynarodowego Festiwalu i Konkursu Wokalnego im. Ady Sari w Nowym Sączu (2009),
- I Międzynarodowego Konkursu Bachowskiego w ramach 65.Festiwalu Muzyki Sakralnej – Greifswalder Bachwoche (Niemcy) – 2011.

W latach 1997 – 2005 współpracowała z Krzysztofem Pendereckim (europejska premiera Siedmiu Bram Jerozolimy Filharmonia Narodowa pod dyr. Kazimierza Korda) wykonując jego utwory w salach koncertowych świata. Nagrała również kilku wersji płyt CD i DVD z utworami K. Pendereckiego wydanymi przez Naxos, Arthaus Music, Wergo, Polskie Radio oraz CD Accord (m.in. Credo i Siedem Bram Jerozolimy). Łącznie posiada w swoim dorobku ponad 20 nagranych płyt CD i DVD z muzyką Anotonio Vivaldiego, W.A. Mozarta, Marcina Żebrowskiego, B. Pękiela, J. Elsnera, C. Orffa, H.V. Lobosa, L. van Beethovena], K. Szymanowskiego], E. Knapika i K. Pendereckiego. W roku 2000 płyta „Siedem bram Jerozolimy” została nagrodzona Fryderykiem w kategorii Muzyka Współczesna.
W roku 2005 podczas wizyty papieża Benedykta XVI w Kolonii w ramach XX Światowych Dni Młodzieży, artystka wykonała Missę Solemnis L. van Beethovena pod dyr. Gilberta Levina wraz z Royal London Symphony Orchestra and Choir transmitowaną przez cztery najważniejsze światowe stacje telewizyjne (m.in. sat1, WDR). Koncert został zarejestrowany na płycie DVD i wydany przez wytwórnię Arthaus Musik.
Uczestniczyła w następujących festiwalach: „Wratislavia Cantans”, „Warszawska Jesień”, „Festiwal Wielkanocny” w Krakowie, a następnie w Warszawie, Festiwalu Pablo Casalsa w Puerto Rico, Wien Modern Festival, Bejing International Music Festival oraz Musik Festival w Niemczech.
Od 2009 roku oprócz działalności artystycznej prowadzi własną agencję artystyczną Impressio Art Management. Jest dyrektorem Ogólnopolskiego Kursu i Konkursu Wokalnego – Letnia Akademia Śpiewu, który odbywa się co roku w lipcu w Trójmieście.

## Nagrody i wyróżnienia
- II nagroda na konkursie im. A. Dvořáka w Karlovych Varach (1986)[5]
- VI miejsce na Międzynarodowym Konkursie im. J.S. Bacha w Lipsku (1988)[13]
- wyróżnienie w III Konkursie Sztuki Wokalnej im. Ady Sari w Nowym Sączu (1988)
- finalistka Konkursu ARD w Monachium (1992)[5]
- finalistka konkursu Ferrucio Taglivinni w Deutschlandbergu – Austria w 1997 roku.
- Medal Prezydenta Miasta Gdańska w dowód uznania za szczególne osiągnięcia w dziedzinie kultury z okazji 20-lecia pracy artystycznej (2005)[5]
- Srebrny Krzyż Zasługi (2011)[14].

## Dyskografia
- Bartłomiej Pękiel (?-1670) – Audite Mortales, 3 Motets, Missa Brevis(Premiera Światowa)- ACCORD MUSICDISC 200692 MU 750
- Józef Elsner – Passio Domini Nostri d-moll op. 65, Polskie Nagrania – Muza CK 1170 – 1991
- Marcin Józef Żebrowski – Nieszpory (Vesperae ex D)- Częstochowa, Bazylika Jasnogórska 18.09.1994
- Krzysztof Penderecki – Siedem Bram Jerozolimy – (Europejska Premiera) – CD Accord ACD 036
- W.A. Mozart – Grosse Messe c-moll KV 427 – CD Classico 1997: Olufssen Records (Dania)
- Krzysztof Penderecki – Credo – CD Accord ACD 069
- W.A. Mozart – Requiem – KV 626 (1791) – CLASSCD 288 – Classico – Olufsen Records 2000
- Krzysztof Penderecki – Credo, Nagranie live – Wratislavia Cantans 1999
- Krzysztof Penderecki – Siedem Bram Jerozolimy – Symfonia Nr 7 – ArtHaus Musik 100 008
- Krzysztof Penderecki – Credo, Polskie Radio i TVP PRDVD 10001
- Carl Orff Carmina Burana (DVD) – Wratislavia Cantans MFWC 002
- Mendelssohn, Schumann, Chopin, Liszt – SONGS RECITAL, DUX 0518
- Ludwig van Beethoven – Missa Solemnis, Arthaus-Musik 102 061
- Polskie Radio Dzieciom 2007 – Julian Tuwim CD2, PRCD 1062
- VIVA VIVALDI, Soliton SCD 0543 K, 2009
- Szabelski, Górecki, Knapik, DUX 0732
- Juliusz Łuciuk – Gesang am Brunnen, AP 0240

## Występy
- J.S. Bach – Kantata BWV 211 – Kantata o kawie – 03.04.1985 – Gdańsk, PO i Filharmonia Bałtycka, dyr. Zygmunt Rychert (debiut)
- J. Haydn – Stworzenie Świata (oratorium) – 8/9.06.1990 – Filharmonia Narodowa w Warszawie, dyr. Kazimierz Kord (debiut FN)
- K. Penderecki – Siedem Bram Jerozolimy – 14/15.03.1997 – Premiera polska dzieła K. Pendereckiego „ 7 Bram Jerozolimy”- Filharmonia Narodowa w Warszawie – dyr. Kazimierz Kord
- K. Penderecki – Czarna Maska (Die Schwarze Maske) – 14/16/17/18.11.1997 Filharmonia w Monachium – wykonanie koncertowe – dyr. K. Penderecki
- K. Penderecki – Siedem Bram Jerozolimy – 24.01.2000, CANNES – MIDEM 2000 – (Francja) – dyr. K. Penderecki
- K. Penderecki – Siedem Bram Jerozolimy – 16/17/18.03.2000, Chicagowska Orkiestra Symfoniczna – (USA) – dyr. K. Penderecki
- K. Penderecki – CREDO – 31.03.1999 – KIJÓW – FILHARMONIA (Ukraina) – dyr. K. Penderecki
- K. Penderecki – Raj utracony (Lost Paradise), 11.09.1998, Wratislavia Cantans- Wrocław, dyr. Antoni Wit
- K. Penderecki – Te Deum – 05.11.2001, Stulecie Filharmonii Narodowej, Warszawa – dyr. Kazimierz Kord
- G. Verdi – Don Carlos (opera) – Głos z nieba
  - 05.06.1999 – San Juan (Puerto Rico), dyr. Jacques Delacôte
  - 22.10.2000 – TOWN Warszawa, dyr. Jacek Kaspszyk (premiera), reż. Warlikowski
- W.A. Mozart – Don Giovanni – Donna Elwira (spektakle operowe, Teatr Wielki Opera Narodow, lata 2002 – 2008) 08.12.2002 – Warszawa, premiera – dyr. Jacek Kaspszyk, reż. Mariusz Treliński
- G. Puccini – La rondine („Jaskółka), 10.06.2003 – Warszawa, TWON – dyr. Jacek Kaspszyk, reż. Marta Domingo (II premiera)
- W.A. Mozart – Czarodziejski flet (Zaubeflöte) – I Dama, 16.06.2006 – Warszawa TOWN, dyr. Kazimierz Kord, reż. Achim Freyer (Niemcy) – premiera
- W.A. Mozart – Don Giovanni – Donna Elwira, 12.04.2008 – Gdańsk, Opera Bałtycka, dyr. Jose Maria Florencio Junior (premiera)
- K. Szymanowski – III Symfonia „Pieśń o nocy”, 21.09.2007 – Bydgoszcz, Filharmonia – dyr. Marek Pijarowski (nagranie płyty CD – DUX)
- H.M. Górecki – III Symfonia Pieśni Żałosnych:
  - 20.05.1998 – Bolzano, Triest, Trento (Włochy), dyr. Wojciech Michniewski
  - 28.09.2001 – Frankfurt am Main (Niemcy), dyr. Tomasz Bugaj (nagranie archiwalne – Hessiche Rundfunk)
  - 23.05.2003 – Belgrad, Filharmonia (Serbia) – dyr. Gabriel Chmura
  - 06.12.2003 – Warszawa, TOWN – dyr. Jacek Kaspszyk
  - 29.10.2011 – Wilno (Litwa), Filharmonia Narodowa – dyr.Robertas Servenikas
- J. Brahms – Ein Deutsches Requiem op.45, 04.11.2000 – Pekin (Chiny), dyr. Antoni Wit
- A. Dvořák – Requiem b- moll, 15.10.2004 – Bratysława (Słowacja), Sala Radia Bratysława (transmisja radiowa) – dyr. Stanislav Macura
- L. van Beethoven – Missa Solemnis, 29.07.2005 – Kolonia (Niemcy) – XX Światowe Dni Młodzieży – dyr. Gilbert Levine
- L. van Beethoven – Msza C- dur op.86, 19/20.05.2006 – Warszawa, FN – dyr. Jerzy Semkow